# Henri Mveh
Henri Mveh (nascido em 18 de março de 1951) é um ex-ciclista olímpico camaronês. Mveh representou o seu país durante os Jogos Olímpicos de Verão de 1976, em Montreal.